# Мрковица
Мрковица је насељено место града Лесковца у Јабланичком округу. Према попису из 2022. био је 1 становник. Село је на саставу Големе и Мале Реке од којих постаје Мутница, притока Џепске Реке. Околна насеља су Љутеж на западу, Лебед на југоистоку, Црвени Брег на североистоку.

## Воде, земље и шуме
Мештани користе воду за пиће из извора. Бољи извори, који избијају у самом селу и на атару су: Величкова Чесма, Китина Нога, Кладенац, Самоковиште, Милкина Орница, Дворишка Вода итд. Називи потеса на атару су: Маркова Пољ ана или Мрковица, Самоков, Три Буке или Пешиница, Мртвица, Големи Рид, Качаревац, Орница, Површица, Дворишка Долина, Вучљак, Камен, Рамниште и Крстатица.

## Тип села
Мрковица је село углавном збијеног типа. Дели се на следеће махале: Знепољска, Сиџина, Ридарска, Беличова, Љутичинска и Стошинска. У свакој махали су куће само једног рода. Махале међусобно нису оштро издвојене. У селу је 1961. године било 36 домова.

## Старине у селу и историјат
На потесу Три Буке или Пешинаца, источно од села, по народном предању, била је „римљанска црква“. Од те цркве до скоро су се познавали остаци од зидова. Тамо је био камен са натписом. Он је употребљен приликом зидања једне куће у селу.
Ниже потеса Три Буке је место Рамниште. Мештани кажу да је тамо било „римљанско гробље“. До 1918. године гробље се познавало доста добро. Имало је плоче и камене крстове По томе се види да је то било гробље старих српских становника.
На атару Мрковице у XIX веку, до 1878. године, налазио се најважнији центар за рударство у Грделичкој Клисури. То је било близу потеса Мркова Пољана у долини Мрковачке или Големе Реке на месту званом Самоков. По причању, ту се налазила највећа ливница гвоздене руде у тој области.
У ливници сз радили Срби из овог села и других насеља. Дед данашњег Стојанча (62 године), био кје пред крај турске владавине главни мајстор у ливници. Њему је кућа била близу ливнице. Она је тамо имао и кафану. Запамтило се да је једном ту ливницу посетио врањански паша, иначе власник-господар ливнице.
Поред поменуте ливнице, на месту Средња Мрковица, данас постоје два вештачка изграђена брда (депоније) састављена од остатака некадашње топљене руде – „шљака“. Цени се да тог материјала има око 1000 вагона. Од 1961. године тај материјал се колима вози у Предејане а одатле железницом транспортује у Зеницу где се, како кажу мештани, од 100 килограма те шљаке добија 45 килограма гвожђа. Друго место са поменутим материјалом налази се у саставу Големе и Мале Реке.
Мештани говоре, да се руда која се топила у поменутој ливници преносила колима негде са планине Чемерника. Четрдесет „јарма волова“ довукла би у ливницу велико буково стабло са узвишења Качер. У том стаблу били су причвршћени чекићи, који су уз помоћ снаге речне воде „разбијали руду“. Речне воде овде је било довољно преко целе године.
По ослобађању од Турака 1878. године српска државна власт продужила је рад у поменутој ливници само још две године. Затим су се ти радови „баталили“. На месту где су обављани поменути радови познају се зидови од ливничке зграде. Недалеко од ње су зидови једног хана.

## Име села
Ово село се до 1934. године звало Гузевје. Тада су мештани од државне валсти тражили да оно добије име Петровац. Захтев им није био испуњен. Тада је село добило име Мрковица по познатом потесу Мркова Пољана, који лежи источно од насеља. Становници из других околних села и данас Мрковицу зову њеним старим именом.

## Постанак села
По данашњем становништву Мрковица је релативно младо насеље. Најпре су однекуда дошли преци данашњег рода Љутичинци. То је, по свој прилици, било крајем XVIII или почетком XIX века. Потом су досељени и остали данашњи родови. У доба када су се населили Љутичинци, прича се да су овде настале „рђаве године“. Због тога је наступила гладна година. Године су биле влажне и хладне. Мештани су тек око 15. маја почињали да ору. Тих година они су јели „ресу од леске и кору од букве“. Када су видели да „нама спаса“ побегли су у село Бричевје на потес звани Купињски Рид. После су се вратили у Мрковицу.
Сеоска слава је Ђурђевдан а завтина Св. Петка. На Ђурђевдан долазе гости и иде се на сабор код крста у Беличевској Махали.
Сеоско гробље налази се на потесу Крстатици, јужно од насеља.
О већим празницима мештани су посећивали цркву у Мачкатици.

## Демографија
У насељу Мрковица живи 14 пунолетних становника, а просечна старост становништва износи 69,4 година (71,6 код мушкараца и 67,2 код жена). У насељу има 8 домаћинстава, а просечан број чланова по домаћинству је 1,75.
Ово насеље је у потпуности насељено Србима (према попису из 2002. године), а у последња три пописа, примећен је пад у броју становника.
|  |

| Демографија | Демографија | Демографија |
| Година      | Становника  | Становника  |
| ----------- | ----------- | ----------- |
| 1948.       | 277         |             |
| 1953.       | 250         |             |
| 1961.       | 265         |             |
| 1971.       | 257         |             |
| 1981.       | 77          |             |
| 1991.       | 27          | 27          |
| 2002.       | 14          | 14          |
| 2011.       | 1           |             |
| 2022.       | 1           |             |

| Етнички састав према попису из 2002.‍ | Етнички састав према попису из 2002.‍ | Етнички састав према попису из 2002.‍ | Етнички састав према попису из 2002.‍ | Етнички састав према попису из 2002.‍ |
| ------------------------------------ | ------------------------------------ | ------------------------------------ | ------------------------------------ | ------------------------------------ |
|                                      |                                      |                                      |                                      |                                      |
| Срби                                 | Срби                                 |                                      | 14                                   | 100,0%                               |
| непознато                            | непознато                            |                                      | 0                                    | 0,0%                                 |

| Година пописа     | 1948. | 1953. | 1961. | 1971. | 1981. | 1991. | 2002. |
| ----------------- | ----- | ----- | ----- | ----- | ----- | ----- | ----- |
| Број домаћинстава | 39    | 43    | 50    | 57    | 24    | 14    | 8     |

| Број чланова      | 1 | 2 | 3 | 4 | 5 | 6 | 7 | 8 | 9 | 10 и више | Просек |
| ----------------- | - | - | - | - | - | - | - | - | - | --------- | ------ |
| Број домаћинстава | 2 | 6 | 0 | 0 | 0 | 0 | 0 | 0 | 0 | 0         | 1,75   |

| Пол    | Укупно | Неожењен/Неудата | Ожењен/Удата | Удовац/Удовица | Разведен/Разведена | Непознато |
| ------ | ------ | ---------------- | ------------ | -------------- | ------------------ | --------- |
| Мушки  | 7      | 0                | 5            | 2              | 0                  | 0         |
| Женски | 7      | 2                | 5            | 0              | 0                  | 0         |
| УКУПНО | 14     | 2                | 10           | 2              | 0                  | 0         |

| Пол    | Укупно                    | Пољопривреда, лов и шумарство | Рибарство                            | Вађење руде и камена | Прерађивачка индустрија       |
| ------ | ------------------------- | ----------------------------- | ------------------------------------ | -------------------- | ----------------------------- |
| Мушки  | 0                         | 0                             | 0                                    | 0                    | 0                             |
| Женски | 0                         | 0                             | 0                                    | 0                    | 0                             |
| УКУПНО | 0                         | 0                             | 0                                    | 0                    | 0                             |
| Пол    | Производња и снабдевање   | Грађевинарство                | Трговина                             | Хотели и ресторани   | Саобраћај, складиштење и везе |
| Мушки  | 0                         | 0                             | 0                                    | 0                    | 0                             |
| Женски | 0                         | 0                             | 0                                    | 0                    | 0                             |
| УКУПНО | 0                         | 0                             | 0                                    | 0                    | 0                             |
| Пол    | Финансијско посредовање   | Некретнине                    | Државна управа и одбрана             | Образовање           | Здравствени и социјални рад   |
| Мушки  | 0                         | 0                             | 0                                    | 0                    | 0                             |
| Женски | 0                         | 0                             | 0                                    | 0                    | 0                             |
| УКУПНО | 0                         | 0                             | 0                                    | 0                    | 0                             |
| Пол    | Остале услужне активности | Приватна домаћинства          | Екстериторијалне организације и тела | Непознато            | Непознато                     |
| Мушки  | 0                         | 0                             | 0                                    | 0                    | 0                             |
| Женски | 0                         | 0                             | 0                                    | 0                    | 0                             |
| УКУПНО | 0                         | 0                             | 0                                    | 0                    | 0                             |